# Paul Ehrenfest
Paul Ehrenfest (Viena, 18 de janeiro de 1880 — Amsterdam, 25 de setembro de 1933) foi um físico e matemático austríaco.

## Vida
Ehrenfest obteve a nacionalidade neerlandesa em 24 de março de 1922.
Ehrenfest fez contribuições fundamentais na área de mecânica estatística e suas relações com a mecânica quântica, incluindo a teoria da transição de fase e o Teorema de Ehrenfest. Em 21 de dezembro de 1904 casou com a matemática russa Tatyana Alexeyevna Afanasyeva (1876–1964), que colaborou com ele em sua obra. Tiveram duas filhas e dois filhos: Tatyana ('Tanja') (1905–1984), também se tornou matemática; Galinka ('Galja') (1910–1979), que se tornou uma autora e ilustradora de livros infantis; Paul Jr. ('Pavlik') (1915–1939), que também se tornou físico; e Vassily ('Wassik') (1918–1933).
Em Amsterdam, em 25 de setembro de 1933, acabou por perder sua batalha contra a depressão. Tendo tido o cuidado de arranjar o futuro de suas outras crianças, primeiramente atirou em seu filho mais jovem, Wassik, que sofria de Síndrome de Down, e depois se suicidou.
Participou da 3ª e 5ª Conferência de Solvay.

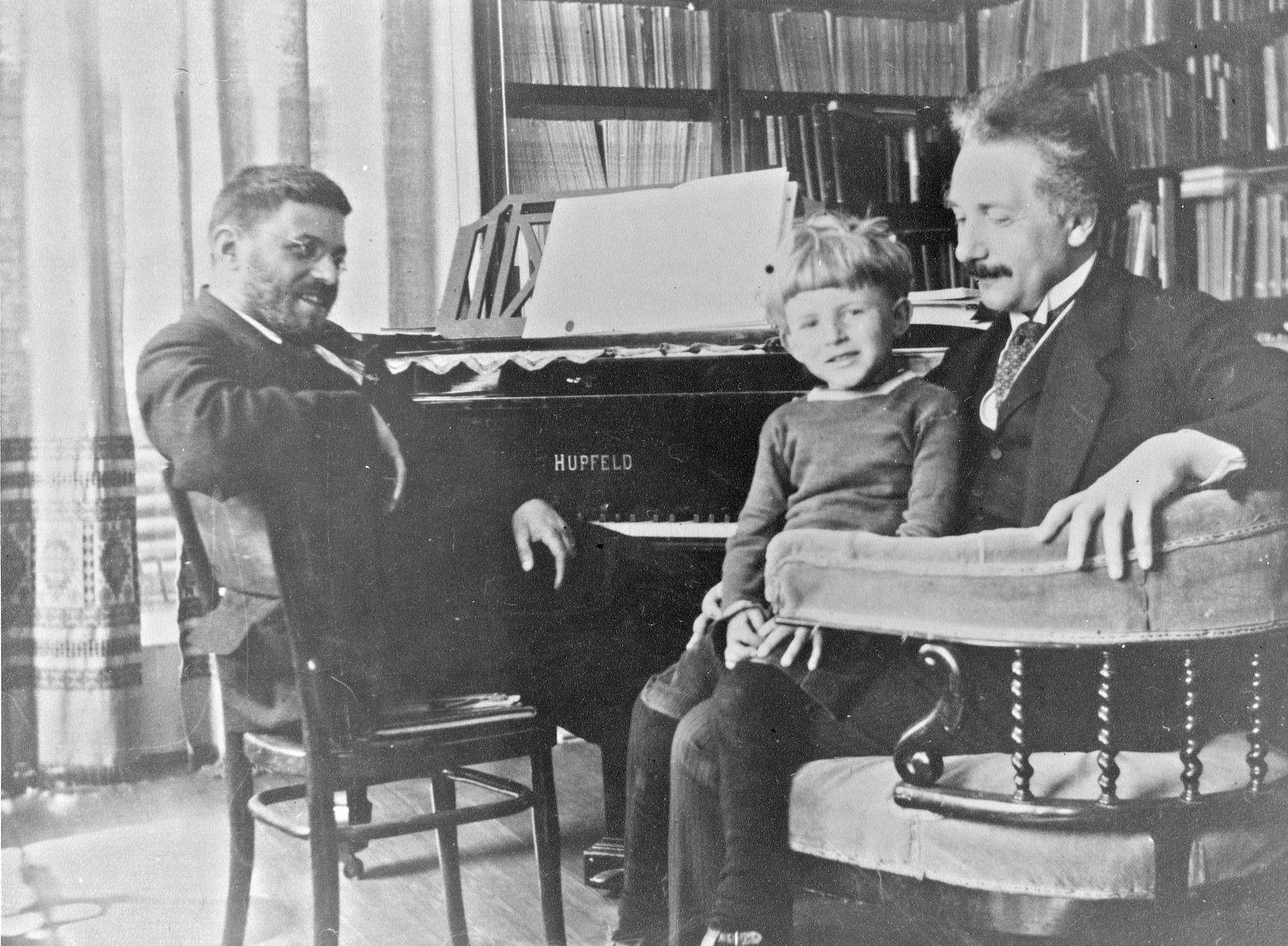
Ehrenfest em casa em Leiden e Albert Einstein com Paul Ehrenfest, Jr. no colo (1920)